# Mos (község)
Mos egy község Spanyolországban, Pontevedra tartományban. Mos O Porriño, Vigo, Redondela, Pazos de Borbén és Ponteareas községekkel határos. Lakosainak száma 15 152 fő (2024).

## Népesség
A település népessége az elmúlt években az alábbi módon változott:
| Lakosok száma | 13 920 | 14 214 | 14 471 | 14 650 | 15 267 | 15 324 | 15 132 | 15 078 | 15 199 | 15 152 |
|               | 2001   | 2004   | 2007   | 2009   | 2012   | 2014   | 2017   | 2019   | 2022   | 2024   |